# AFC/OFC Cup Challenge
De AFC/OFC Cup Challenge is een voetbalwedstrijd tussen de kampioenen van Azië en Oceanië. Het was de bedoeling dat om de twee jaar de winnaar van de Oceanië Cup zou strijden met afwisselend de winnaar van de Azië Cup en de Aziatische Spelen
Tot op dit moment zijn er twee edities gespeeld; in 2001 en 2003.

## 2001
De eerste AFC/OFC Challenge Cup werd op 15 augustus 2001 in Japan gespeeld, tussen de winnaar van de Oceanië Cup 2000 en Azië Cup 2000.
|                                     |                                                |       |           |                                                                                       |
| 15 augustus 2001 «onderlinge duels» | Japan                                          | 3 – 0 | Australië | Shizuokastadion, Fukuroi, Shizuoka Toeschouwers: 46.404 Scheidsrechter: Zhang Jianjun |
| 15 augustus 2001 «onderlinge duels» | Yanagisawa 19' Hattori 53' Nakayama 65' (pen.) |       |           | Shizuokastadion, Fukuroi, Shizuoka Toeschouwers: 46.404 Scheidsrechter: Zhang Jianjun |

## 2003
De tweede AFC/OFC Challenge Cup werd op 12 oktober 2003 in Iran gespeeld, tussen de winnaar van de Oceanië Cup 2002 en de winnaar van het voetbaltoernooi tijdens de Aziatische Spelen 2002.
Het was de bedoeling dat de wedstrijd werd gespeeld in de vorm van een uit- en thuiswedstrijd (28 maart 2003 in Auckland en 4 april 2003 in Teheran). Maar door de oorlog in Irak is besloten tot het houden van slechts één wedstrijd.
|                                    |                           |       |               |                                                                           |
| 12 oktober 2003 «onderlinge duels» | Iran                      | 3 – 0 | Nieuw-Zeeland | Azadistadion, Teheran Toeschouwers: 40.000 Scheidsrechter: Kousa Mohammed |
| 12 oktober 2003 «onderlinge duels» | Karimi 24', 37' Kaebi 67' |       |               | Azadistadion, Teheran Toeschouwers: 40.000 Scheidsrechter: Kousa Mohammed |

Clubcompetities: AFC Champions League Elite · AFC Champions League Two · AFC Challenge League

Landencompetities: Aziatisch kampioenschap mannen · Aziatisch kampioenschap vrouwen

Voormalige competities: AFC Challenge Cup · AFC President's Cup · Aziatische supercup · AFC/OFC Cup Challenge · Aziatische beker voor bekerwinnaars · AFC Cup